# أمريكا المفتوحة 1994 (كرة مضرب)
قائمة بالأبطال في بطولة 1994 أمريكا المفتوحة:

## الكبار

### فردي رجال
أندريه أغاسي هزم  ميكائيل ستيتش، 6-1, 7-6, 7-5
- ثالث ألقاب أغاسي في السنة والثالث والعشرين في مشاوره.

### فردي سيدات
أرانتكسا سانشيز فيكاريو هزم  شتيفي غراف، 1-6, 7-6, 6-4
- سادس ألقاب أرنتكسا في السنة والثامن عشر في مشوارها.